# Sven Lindberg (brandmästare)
Sven Lindberg var en brandvaktmästare på Slottet Tre Kronor, när slottsbranden utbröt den 7 maj 1697.
Lindberg dömdes i februari 1698 först till döden, men dödsstraffet mildrades av kung Karl XII till sju gatlopp och sex års straffarbete på Karlstens fästning. Sven Lindberg som var en gammal man dog dock av de svåra skador han fick under gatloppet.